# هيئة الاختبار المستقلة
هيئة الاختبار المستقلة (ITA) هي مختبر معتمد لدى الولايات المتحدة مقره الجمعية الوطنية لمديري الانتخابات في الولاية (NASED) ويقوم المختبر باختبار أنظمة الاقتراع حسب معايير أنظمة الاقتراع (VSS) أو إرشادات أنظمة الاقتراع الاختيارية (VVSG) في عملية اعتماد أنظمة الاقتراع. تتولى لجنة مساعدات الانتخابات مسؤولية اعتماد هذه المختبرات وتستخدم الآن برنامج اعتماد المختبرات الاختيارية الوطنية في المعهد الوطني للمعايير والتقنية. وتعرف هيئة الاختبار المستقلة في إجراءات لجنة مساعدات الانتخابات باسم مختبرات اختبار أنظمة الاقتراع (VSTLs).